# Ebrechtella hongkong
Espèce
Synonymes
- Misumenops hongkong Song, Zhu & Wu, 1997

Ebrechtella hongkong est une espèce d'araignées aranéomorphes de la famille des Thomisidae.

## Distribution
Cette espèce est endémique de Hong Kong en Chine,.

## Étymologie
Son nom d'espèce lui a été donné en référence au lieu de sa découverte, Hong Kong.

## Publication originale
- Song, Zhu & Wu, 1997 : Some new species of the spiders from Hong Kong. Acta Arachnologica Sinica vol. 6, no 2, p. 81-86.